# Troisième traité romano-carthaginois
Le troisième traité romano-carthaginois, aussi connu sous le nom de traité de Filinos, est un traité présumé entre Rome et Carthage signé en 306 av. J.-C. et qui concerne la répartition des zones d'influence des deux cités.

## Existence du traité
On ne connaît pas avec certitude le contenu et la date de signature du traité ; il est possible même de douter son existence, puisqu'il y a seulement des références indirectes.
Contre l'existence de ce traité, Polybe de Megalopolis soutient que ledit traité est une invention de Philinos d'Agrigente qu'il accuse d'être procarthaginois, puisqu'il n'en a trouvé aucune trace même dans les archives capitolines de l'État romain, même s'il faut également tenir compte de l'admiration qu'a Polybe pour Rome.
Un autre facteur qui milite contre l'existence du traité est son manque de parallélisme avec les autres traités romains connus.
En faveur de l'existence, il faut mentionner le témoignage de Tite-Live, qui rapporte l'existence d'un traité en 306 av. J.-C.. Cette information est confirmée par Maurus Servius Honoratus et dont il donne le crédit à Philinos d'Agrigente.
Il existe aussi une contradiction entre le deuxième traité romano-carthaginois — qui permet aux Carthaginois d'intervenir dans la péninsule italienne, sous certaines conditions — et le quatrième traité romano-carthaginois — qui permet d'intervenir contre le basileus Pyrrhus d'Épire en Italie — et qu'en ce sens  si ce troisième traité n'existait pas, il n'y aurait pas eu lieu de faire un traité intermédiaire entre le deuxième et le quatrième traité.
En outre, le contexte politique méditerranéen justifie son existence.
Des études récentes plaident en faveur de la véracité de son existence.

## Contenu du traité

Carte des zones d'influences dans l'Ouest de la Mer Méditerranée en 306 av. J.-C..
Carthaginois
Étrusques
Grecs
Romains

Le texte du traité n'a pas été conservé, mais ses conditions générales, elles, sont connues : Rome n'interviendrait pas en Corse et en Sicile, et Carthage n'interviendrait pas en Italie.
Cela implique une certaine faiblesse de Rome, car par rapport au second traité romano-carthaginois, cette dernière perdait l'accès commercial préalablement acquis, alors que Carthage maintenait sa position.
Une autre interprétation suggère que Rome aurait essayé d'éviter une alliance entre Carthage et les populations étrusques et les hellènes de Campania récemment soumises, alors que Rome est au cœur de la Deuxième guerre samnite entre 327 et 304 av. J.-C..
Cependant, Carthage aurait également besoin d'éviter une possible alliance entre Rome et Agathocle, strategos autókrator de Syracuse, avec qui Carthage est en conflit lors de la Troisième guerre sicilienne entre 312 et 306 av. J.-C..

## Annexe